# Dictyophara nereides
Dictyophara nereides är en insektsart som först beskrevs av George Willis Kirkaldy 1913.  Dictyophara nereides ingår i släktet Dictyophara och familjen Dictyopharidae. Inga underarter finns listade i Catalogue of Life.